# Anne-Marie Staub
Pour les articles homonymes, voir Staub.
Anne-Marie Staub, née le 13 novembre 1914 à Pont-Audemer et morte en 30 décembre 2012 à Saint-Germain-en-Laye, est une biochimiste française, surtout connue pour ses contributions à la mise au point des premiers antihistaminiques, pour ses travaux en sérologie et en immunologie, et plus précisément pour ses études immunochimiques sur les salmonelles.

## Biographie

### Jeunesse
Anne-Marie Staub est née le 13 novembre 1914 à Pont-Audemer dans l'Eure, dans une famille pastorienne : Pasteur avait été témoin au mariage de son grand-père en 1882, et son père, André Staub, est entré à l'Institut Pasteur en 1906 ou 1907 dans le laboratoire de Charles Chamberland. 

### Carrière à l'Institut Pasteur

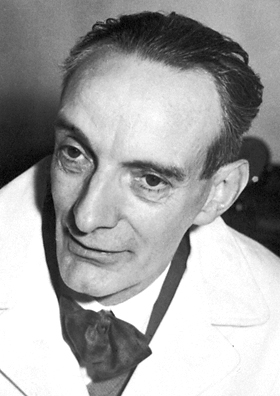
Daniel Bovet dirige le doctorat d'Anne-Marie Staub.

Son père y travaille encore en 1936, quand elle y est reçue à son tour pour préparer le doctorat en sciences sous la direction de Daniel Bovet. Depuis 1933, le futur prix Nobel conduit des recherches sur l'action sympatholytique de certaines molécules synthétisées dans le laboratoire de chimie thérapeutique d'Ernest Fourneau. 

#### Travaux sur les antihistaminiques
C’est sur la découverte des propriétés antihistaminiques de quelques-uns de ces composés qu’Anne-Marie Staub signe, avec Bovet, ses premières publications,,. Et sa thèse de 1939 porte sur « quelques bases synthétiques antagonistes de l'histamine, ». Cependant, les molécules en question, le 929 F et le 1271 F, restent trop toxiques et ce n’est qu’à partir de 1942 que Bernard Halpern développera, chez Rhône-Poulenc, les premiers antihistaminiques médicalement exploitables.

#### Travaux sur la maladie du charbon
Entre-temps, Anne-Marie Staub s’est tournée vers d’autres sujets. Daniel Bovet ayant été mobilisé en Suisse, son pays natal, Ernest Fourneau a confié les recherches sur les antihistaminiques à la société Rhône-Poulenc. En septembre 1939, Anne-Marie Staub quitte donc le service de chimie thérapeutique pour rejoindre celui des vaccins vétérinaires, dirigé par son père, et pour y poursuivre l'étude de sérums anticharbonneux. De 1941 à 1946, elle travaille au laboratoire de Pierre Grabar. Elle s'initie à l'immunochimie en étudiant les antigènes qui se développent dans l’œdème provoqué chez le cobaye par l'inoculation de Bacillus anthracis, la bactérie du charbon. Dans l’œdème d'un mouton vacciné, elle réussit alors à isoler une glycoprotéine capable d'immuniser contre la maladie.
Pendant toutes ces années de guerre, Anne-Marie Staub donne des cours de français, d'allemand et de secourisme dans le cadre d'une association de charité. À la libération, en août 1944, son frère Roger, résistant, est tué par l'occupant.
Après la guerre, Anne-Marie Staub poursuit ses études sur les glycoprotéines et sur le charbon. De 1946 à 1949, elle réside à Londres, travaillant auprès de Claude Rimington, qui l'associe à ses recherches sur la purification et l'analyse des glycoprotéines, et à l'Institut Lister du Conseil de la recherche médicale, dans le laboratoire de Paul Fildes et Gareth Gladstone, avec lesquels elle collabore à la mise au point d'un vaccin anticharbonneux.
De retour à l'Institut Pasteur en 1949, elle entre au service des vaccins, dirigé par Antoine Bonnefoi, où elle est nommée assistante et où, promue chef de laboratoire en 1953, elle approfondit ses études sur le bacille du charbon, avec Bernard Virat et Jean Levaditi.

#### Travaux sur les salmonelles
Dans les années 1960, elle poursuit des recherches en immunologie, et plus spécialement sur les antigènes des salmonelles, avec Otto Lüderitz (de) et Otto Westphal (de). Elle travaille sur la caractérisation des déterminants épitopiques des chaînes polysaccharadiques reconnues par les anticorps. Elle décrit de nouveaux sucres. Elle contribue également à la classification sérologique des Salmonellae. Enfin, avec Léon Le Minor, elle étudie la conversion lysogénique des salmonelles par les bactériophages, et ses effets sur les déterminants polysaccharidiques,.
De 1960 à 1974, elle codirige avec Marcel Raynaud le cours d'immunologie générale de l'Institut Pasteur, avant d'en laisser la direction à Joseph Alouf.
Anne-Marie Staub meurt en 2012 à Saint-Germain-en-Laye où elle avait pris sa retraite.

## Publications
- 1956-1972 : Anne-Marie Staub, O. Lüderitz, O. Westphal et al., « Études immunochimiques sur les Salmonelles, I-XV », Ann. Inst. Pasteur ; Bull. Soc. chim. biol. ; European J. Biochem.,‎ 1956-1972.
- 1971 : Anne-Marie Staub (dir.) et Marcel Raynaud (dir.), Cours d'immunologie générale et de sérologie de l'Institut Pasteur, Paris, Centre de documentation universitaire.

## Récompenses et distinctions
- 1969 : Prix Paul-Ehrlich-et-Ludwig-Darmstaedter
- 1973 : Chevalier de la Légion d'honneur
- 1993 : Membre honoraire à vie de l'International Endotoxin and Innate Immunity Society

## Sources
- Service des archives de l'Institut Pasteur[20].
- Jean-Marc Cavaillon, « Anne-Marie Staub »[21].